# Qualificazioni al campionato mondiale maschile under 21 di pallavolo 2011 (CEV)
Le qualificazioni al campionato mondiale juniores di pallavolo maschile 2011 si sono svolte dal 18 al 22 maggio 2011: al torneo hanno partecipato diciotto squadre nazionali juniores europee e cinque di queste si sono qualificate per il campionato mondiale juniores 2011.

## Regolamento
Le squadre europee, ad eccezione della Russia vincitrice del campionato europeo juniores 2010, hanno disputato una fase a gironi con la formula del girone all'italiana: le prime classificate dei gironi più la migliore fra le seconde hanno acceduto al campionato mondiale juniores 2011.

## Squadre partecipanti
- Belgio
- Bielorussia
- Bulgaria
- Danimarca
- Estonia
- Francia
- Germania
- Grecia
- Italia
- Lettonia
- Montenegro
- Polonia
- Portogallo
- Romania
- Serbia
- Slovacchia
- Spagna
- Turchia

## Torneo
| Girone A  | Girone B    | Girone C   | Girone D |
| --------- | ----------- | ---------- | -------- |
| Bulgaria  | Bielorussia | Belgio     | Estonia  |
| Danimarca | Lettonia    | Portogallo | Germania |
| Francia   | Montenegro  | Slovacchia | Grecia   |
| Polonia   | Serbia      | Spagna     | Italia   |
| Romania   | Turchia     | -          | -        |

### Girone A

#### Risultati
| 18 maggio 2011 Hristo Botev Hall, Sofia Durata: 1h:11 - Spettatori: 80    | Polonia   | 3 - 0 | Danimarca | 25-19, 25-14, 25-15               |
| 18 maggio 2011 Hristo Botev Hall, Sofia Durata: 1h:23 - Spettatori: 800   | Francia   | 0 - 3 | Bulgaria  | 26-28, 23-25, 18-25               |
| 19 maggio 2011 Hristo Botev Hall, Sofia Durata: 1h:06 - Spettatori: 30    | Danimarca | 0 - 3 | Francia   | 17-25, 16-25, 11-25               |
| 19 maggio 2011 Hristo Botev Hall, Sofia Durata: 1h:40 - Spettatori: 65    | Romania   | 1 - 3 | Polonia   | 25-21, 23-25, 15-25, 17-25        |
| 20 maggio 2011 Hristo Botev Hall, Sofia Durata: 1h:19 - Spettatori: 35    | Francia   | 3 - 0 | Romania   | 27-25, 25-22, 25-17               |
| 20 maggio 2011 Hristo Botev Hall, Sofia Durata: 0h:59 - Spettatori: 600   | Bulgaria  | 3 - 0 | Danimarca | 25-13, 25-9, 25-10                |
| 21 maggio 2011 Hristo Botev Hall, Sofia Durata: 1h:58 - Spettatori: 110   | Polonia   | 2 - 3 | Francia   | 25-22, 20-25, 25-20, 20-25, 13-15 |
| 21 maggio 2011 Hristo Botev Hall, Sofia Durata: 1h:01 - Spettatori: 320   | Romania   | 0 - 3 | Bulgaria  | 20-25, 13-25, 15-25               |
| 22 maggio 2011 Hristo Botev Hall, Sofia Durata: 1h:57 - Spettatori: 55    | Danimarca | 3 - 2 | Romania   | 25-21, 25-19, 25-27, 23-25, 15-8  |
| 22 maggio 2011 Hristo Botev Hall, Sofia Durata: 1h:54 - Spettatori: 1 000 | Bulgaria  | 3 - 2 | Polonia   | 19-25, 25-23, 21-25, 25-19, 15-12 |

#### Classifica
| Pos | Squadra   | Pt | G | V | P | SV | SP | Ratio | PF  | PS  | Ratio |
| --- | --------- | -- | - | - | - | -- | -- | ----- | --- | --- | ----- |
| 1   | Bulgaria  | 11 | 4 | 4 | 0 | 12 | 2  | 6.000 | 333 | 251 | 1.327 |
| 2   | Francia   | 8  | 4 | 3 | 1 | 9  | 5  | 1.800 | 326 | 289 | 1.128 |
| 3   | Polonia   | 8  | 4 | 2 | 2 | 10 | 7  | 1.429 | 378 | 340 | 1.112 |
| 4   | Danimarca | 2  | 4 | 1 | 3 | 3  | 11 | 0.273 | 237 | 325 | 0.729 |
| 5   | Romania   | 1  | 4 | 0 | 4 | 3  | 12 | 0.250 | 292 | 361 | 0.809 |

### Girone B

#### Risultati
| 18 maggio 2011 Sports Complex Olympiets, Mogilev Durata: 1h:17 - Spettatori: 1 100 | Bielorussia | 0 - 3 | Lettonia    | 22-25, 19-25, 18-25               |
| 18 maggio 2011 Sports Complex Olympiets, Mogilev Durata: 1h:43 - Spettatori: 150   | Turchia     | 1 - 3 | Serbia      | 25-23, 25-27, 23-25, 22-25        |
| 19 maggio 2011 Sports Complex Olympiets, Mogilev Durata: 1h:37 - Spettatori: 750   | Montenegro  | 1 - 3 | Bielorussia | 17-25, 22-25, 25-19, 21-25        |
| 19 maggio 2011 Sports Complex Olympiets, Mogilev Durata: 1h:10 - Spettatori: 150   | Lettonia    | 0 - 3 | Turchia     | 16-25, 23-25, 16-25               |
| 20 maggio 2011 Sports Complex Olympiets, Mogilev Durata: 1h:07 - Spettatori: 80    | Serbia      | 3 - 0 | Lettonia    | 25-20, 25-15, 25-15               |
| 20 maggio 2011 Sports Complex Olympiets, Mogilev Durata: 1h:27 - Spettatori: 50    | Turchia     | 3 - 1 | Montenegro  | 27-25, 25-9, 25-21, 25-15         |
| 21 maggio 2011 Sports Complex Olympiets, Mogilev Durata: 1h:49 - Spettatori: 1 100 | Bielorussia | 3 - 2 | Turchia     | 13-25, 25-18, 21-25, 25-21, 15-5  |
| 21 maggio 2011 Sports Complex Olympiets, Mogilev Durata: 1h:47 - Spettatori: 60    | Montenegro  | 2 - 3 | Serbia      | 25-21, 25-20, 23-25, 12-25, 10-15 |
| 22 maggio 2011 Sports Complex Olympiets, Mogilev Durata: 1h:33 - Spettatori: 800   | Serbia      | 3 - 1 | Bielorussia | 23-25, 25-16, 25-17, 25-18        |
| 22 maggio 2011 Sports Complex Olympiets, Mogilev Durata: 1h:58 - Spettatori: 50    | Lettonia    | 2 - 3 | Montenegro  | 25-23, 25-22, 22-25, 20-25, 12-15 |

#### Classifica
| Pos | Squadra     | Pt | G | V | P | SV | SP | Ratio | PF  | PS  | Ratio |
| --- | ----------- | -- | - | - | - | -- | -- | ----- | --- | --- | ----- |
| 1   | Serbia      | 11 | 4 | 4 | 0 | 12 | 4  | 3.000 | 379 | 316 | 1.199 |
| 2   | Turchia     | 7  | 4 | 2 | 2 | 9  | 7  | 1.286 | 356 | 324 | 1.099 |
| 3   | Bielorussia | 5  | 4 | 2 | 2 | 7  | 9  | 0.779 | 328 | 352 | 0.932 |
| 4   | Lettonia    | 4  | 4 | 1 | 3 | 5  | 9  | 0.556 | 284 | 319 | 0.890 |
| 5   | Montenegro  | 3  | 4 | 1 | 3 | 7  | 11 | 0.636 | 360 | 396 | 0.909 |

### Girone C

#### Risultati
| 19 maggio 2011 Športová hala Olympia, Nitra Durata: 1h:48 - Spettatori: 50  | Belgio     | 2 - 3 | Spagna     | 25-20, 25-17, 23-25, 19-25, 14-16 |
| 19 maggio 2011 Športová hala Olympia, Nitra Durata: 2h:04 - Spettatori: 180 | Slovacchia | 1 - 3 | Portogallo | 19-25, 35-37, 30-28, 20-25        |
| 20 maggio 2011 Športová hala Olympia, Nitra Durata: 1h:08 - Spettatori: 30  | Spagna     | 3 - 0 | Portogallo | 25-19, 25-19, 25-16               |
| 20 maggio 2011 Športová hala Olympia, Nitra Durata: 1h:09 - Spettatori: 100 | Belgio     | 3 - 0 | Slovacchia | 25-19, 25-20, 25-19               |
| 21 maggio 2011 Športová hala Olympia, Nitra Durata: 1h:19 - Spettatori: 30  | Portogallo | 0 - 3 | Belgio     | 29-31, 19-25, 17-25               |
| 21 maggio 2011 Športová hala Olympia, Nitra Durata: 1h:17 - Spettatori: 70  | Slovacchia | 0 - 3 | Spagna     | 19-25, 21-25, 16-25               |

#### Classifica
| Pos | Squadra    | Pt | G | V | P | SV | SP | Ratio | PF  | PS  | Ratio |
| --- | ---------- | -- | - | - | - | -- | -- | ----- | --- | --- | ----- |
| 1   | Spagna     | 8  | 3 | 3 | 0 | 9  | 2  | 4.500 | 253 | 216 | 1.171 |
| 2   | Belgio     | 7  | 3 | 2 | 1 | 8  | 3  | 2.667 | 262 | 226 | 1.159 |
| 3   | Portogallo | 3  | 3 | 1 | 2 | 3  | 7  | 0.429 | 234 | 260 | 0.900 |
| 4   | Slovacchia | 0  | 3 | 0 | 3 | 1  | 9  | 0.111 | 218 | 265 | 0.823 |

### Girone D

#### Risultati
| 20 maggio 2011 Jahrhunderthalle Spergau, Leuna Durata: 2h:02 - Spettatori: 250 | Estonia  | 2 - 3 | Germania | 19-25, 25-21, 25-19, 21-25, 8-15  |
| 20 maggio 2011 Jahrhunderthalle Spergau, Leuna Durata: 1h:17 - Spettatori: 180 | Grecia   | 0 - 3 | Italia   | 23-25, 14-25, 22-25               |
| 21 maggio 2011 Jahrhunderthalle Spergau, Leuna Durata: 1h:19 - Spettatori: 420 | Germania | 3 - 0 | Grecia   | 25-12, 25-21, 25-22               |
| 21 maggio 2011 Jahrhunderthalle Spergau, Leuna Durata: 1h:38 - Spettatori: 230 | Italia   | 3 - 1 | Estonia  | 25-16, 22-25, 25-19, 25-16        |
| 22 maggio 2011 Jahrhunderthalle Spergau, Leuna Durata: 1h:45 - Spettatori: 120 | Grecia   | 3 - 2 | Estonia  | 25-22, 21-25, 25-14, 20-25, 15-11 |
| 22 maggio 2011 Jahrhunderthalle Spergau, Leuna Durata: 2h:07 - Spettatori: 560 | Italia   | 2 - 3 | Germania | 25-21, 24-26, 18-25, 26-24, 9-15  |

#### Classifica
| Pos | Squadra  | Pt | G | V | P | SV | SP | Ratio | PF  | PS  | Ratio |
| --- | -------- | -- | - | - | - | -- | -- | ----- | --- | --- | ----- |
| 1   | Germania | 7  | 3 | 3 | 0 | 9  | 4  | 2.250 | 291 | 255 | 1.141 |
| 2   | Italia   | 7  | 3 | 2 | 1 | 8  | 4  | 2.000 | 274 | 246 | 1.114 |
| 3   | Grecia   | 2  | 3 | 1 | 2 | 3  | 8  | 0.375 | 220 | 247 | 0.891 |
| 4   | Estonia  | 2  | 3 | 0 | 3 | 5  | 9  | 0.556 | 271 | 308 | 0.880 |

## Squadre qualificate
- Belgio
- Bulgaria
- Germania
- Serbia
- Spagna